# Самбірська школа іконопису
Самбірська школа іконопису
Заснування іконописної школи в Самборі
Осередки іконопису в Україні зароджувалися в містах, де були сприятливі обставини для їх розвитку. До таких обставин належать церковно-богословські, економічні і суспільно-політичні. Після 1560-х років архівні документи фіксують у Перемишлі лише поодиноких малярів. У другій половині XVI ст. в цьому місті спостерігається криза майстрів малярів і осередок занепадає. Очевидно, це було пов’язано з наступом польської політики, міжконфесійними протистоянням, переміщенням час від часу єпископської резиденції у м. Самбір, та, як результат, занепадом активного українського культурно-національного життя в місті. Кількасотлітня перемиська іконописна традиція була продовжена в інших культурних осередках, куди виїжджали іконописці, учні перемиських малярів: Львів, Острог, Галич, Кам'янець-Подільський, Стрий. Найбільш діяльною серед них була іконописна школа у Самборі (раніше Новий Самбір).
Старе місто Самбір розміщувалося на південний схід від Перемишля. За переказами, прийнятими істориками, у 1240-і роки старе місто Самбір було спалено татарами і частина його мешканців, переважно ремісники, переселилися на Погонич – поселення, що було укріплене валами і частоколом недалеко від Самбора. З того часу за Погоничем поступово почала закріплюватися паралельна назва Новий Самбір, далі просто Самбір, а зруйноване татарами старе місто набуло назви Старий Самбір5.
Старе місто втратило своє значення, а Новий Самбір поступово став найзначнішим містом у регіоні. Деякий час воно було осередком окремої Самбірської єпархії. У Никонівському літописі міститься повідомлення про самостійну Самбірську єпархію. Біля цього міста у Спаському монастирі в с. Спас розміщувалася резиденція єпископів. Біля Самбора був ще один монастир – Лаврівський, з мощами святого Онуфрія. Вважають, що поблизу нього, біля церкви святого Івана похований князь Лев Данилович. Цей факт, можливо, також підтверджує єпископський статус міста. Історично відомі самбірські єпископи Авраам (1254), Євфимій (1271) і Антоній (1295).
Самбір був центром одного із староств Перемиської землі Руського воєводства. У 1398 р. йому було надане магдебурзьке право, за яким панівною етноконфесійною групою були німецькі колоністи римо-католики. З’єднання Самбірської єпархії з Перемиською наступило близько 1422 р. У документі під цією датою владика Ілля вперше вживає титул «Перемиський і Самбірський єпископ». У 1412 р. король Ягайло сприяв відібранню збудованої русинами у 1119 р. в Перемишлі катедри Івана Хрестителя, передавши її латинникам. У час утисків з боку польської влади, Перемиський єпископ переходив у церкву Успення Богородиці в монастирі с. Вовче поблизу Перемишля, а згодом – у Самбір.
Українці у Самборі мешкали на своїх вулицях у середмісті та передмістях, але не мали права займати керівних посад, утворювати самостійні цехи, чи входити до вже діючих. Цехи закон визнавав основною формою організації ремесла. Самбір у ті часи був одним із найбільших центрів ремесел у Перемиській землі, поступаючись лише Перемишлю та Ярославу. У ньому діяли 12 різних цехів.
У Самборі українське малярське середовище простежується ще перед серединою XVI ст. На жаль, архів міста майже повністю втрачений, а у вцілілій книзі 1582-1600 рр. про малярів відомостей нема. Проте відомості про самбірських малярів знайшлися у Львові, Перемишлі, Кам'янці-Подільському, що відображає розгалужену систему контактів і з самбірським малярським середовищем. Це свідчить про достатньо розбудований характер місцевого середовища українських малярів.
Перший зафіксований у Самборі маляр Мішко (1549 р.). Перед 1556 р. маляр Іван з Нового Самбора переїхав у Кам'янець у 1556 – 155910. Іконописець Васько Вробльович зафіксований 1560 р. у судових актах Перемишля. 1562 р. у Львові занотовано маляра Германа із Самбора. Під 1568 р. його записано у переписі податкового реєстру жителів Самбора.
У середині XVI ст. єпископом перемиським і самбірським був Антоній Радивиловський, котрий був організатором і покровителем церковно-національного життя у Перемишлі. Бачачи непрості стосунки з поляками в Перемишлі, єпископ дбав і про розбудову церковно-національного та мистецького життя в Самборі. У 1558 р. у місті збудували нову муровану руську церкву, при якій почали з’являтися нові руські церковні і ремісничі братства, окремі цехи та ремісничі доми11. У 1558 р. владика Антоній купує в Самборі для потреб Церкви будинок, який міг служити для користування церковними братствами та іконописцями, використовуватись для братської школи.
Внаслідок кризи перемиського іконописного осередку та сприятливих обставин у Самборі в середині XVI ст. у цьому місті під покровительством єпископа, за староруською княжою традицією, як зауважує Л. Скоп, створюється відомий на теренах Західної України малярський осередок, який переріс у цікаву, неповторну у Центральній Європі іконописну школу.
У той час провідні іконописці з Перемишля, Львова та з інших галицьких міст перебрались сюди працювати, як, наприклад, маляр Герман13, Якуб Лещинський зі Львова. Засновники самбірського осередку в середині XVI ст. були авторами багатьох збережених на сьогодні іконописних творів. Один із них, що здійснив розписи в монастирі св. Онуфрія в Лаврові, є автором ікони «Поклоніння волхвів» з Бусовиська біля Лаврова. Інший – автор ікон Богородиці Одигітрії з церкви Воздвиження у Дрогобичі, з с. Красова, з Белза та ікони «Микита бісоборець». Вони були високопрофесійними майстрами. Ці малярі перемиської іконописної традиції стали вчителями для нового покоління малярів Самбора.
Малярські цехи у той час формувалися так, що професійним малярам допомагали учні підмайстри, котрі навчалися, поступово набуваючи знань і практичних навичок у малярстві, таким чином збільшуючи свої теоретичні і практичні знання, щоб згодом приступити до самостійного виконання власних творів. Праця цехів організовувалась так, що колеги-майстри-сницарі виконували рельєфні орнаменти і позолочення для замовлених ікон. Часом це могли бути представники малярських родин. Так утворювалися династії майстрів. Такі допоміжні ремісники могли мешкати і в інших містах, про що збереглися архівні дані. Вони переважно належали до цехів та дотримувалися правил і статутів цих організацій. У об’єднані цехи входили представники столярів, сницарів, золотарів та інших професій. З документальних джерел відомо, що у 1550 р. у Самборі було 11 офіційних цехів, які налічували 30 ремесел.

## Маляр із Самбора Федуско та його іконопис
У другій половині XVI ст. в українській культурі тривав період значного розквіту, який називають добою Відродження. Це був другий, найбільш поважний підйом української культури, науки та освіти після доби Київської Русі та Галицько-Волинського королівства. Представники української еліти в цей досить складний історичний період історії розпочали у своїх працях відроджувати найкращі здобутки минулого та витримувати вимоги загальноєвропейського культурного рівня.
Зі збігом сприятливих історичних умов у Центральній Європі, а також, значною мірою, завдячуючи політиці тодішнього короля Стефана Баторія, сформувалися сприятливі умови для розвитку української освіти, науки, літератури і книгодрукування. Відповідно, з відчутною силою розвивалася також архітектура, прикладне та образотворче мистецтво, в яких найкращі пам’ятки створювали саме на потребу українських церков східної традиції. Самбірська іконописна школа виконувала замовлення для храмів по всій Перемиській єпархії і, насамперед, для регіону Самбірщини. Самбірські митці, як і їхні попередники, намагалися дотримуватись і розвивати малярство східної традиції, але в самобутньому ключі, хоч і не цуралися західноєвропейських художніх ідей.
На думку Л. Скопа, провідним митцем у самбірському малярському осередку став талановитий іконописець Федуско, маляр із Самбора, який був старшим і, можемо стверджувати, оцінюючи рівень його малярства, стояв на чолі самбірської школи19. У податковому реєстрі 1568 р. він записаний як Федуско, маляр із Самбора. Цей іконописець у 1579 р. підписав ікону Благовіщення: «…Федуска маляра із Самбора». Ще раніше, у 1556-1561 рр., він створив мініатюри до Пересопницького Євангелія. Повага до професійних якостей цього маляра сприяла, що невдовзі йому надали статус самостійного маляра в Самборі, що занотовано у 1568 р.
Про фахове лідерство Федуска свідчить те, що інші майстри самбірської школи багато в чому наслідували його художню манеру та творчі знахідки. Так творилися малярські школи, твори яких легко вирізняються з-поміж інших шкіл регіону.
Твори Федуска знаходимо як в Перемисько-Самбірській єпархії, так і поза її межами. Рання творчість Федуска була пов’язана з м. Дрогобичем, де він виконав ікони для різних дрогобицьких храмів. Найбільш ранні його твори: храмова ікона «Старозавітна Трійця» (Іл.1) і Деісусна композиція середини XVI ст. з незбереженої дерев’яної церкви Пресвятої Трійці м. Дрогобича. Для церкви Св. Параскеви у Дрогобичі Федуско написав ікону «Св. Параскеви з житієм».
Іконописець працював не лише як майстер станкового іконопису, а також як мініатюрист. Про високий авторитет і рівень малярства цього іконописця свідчить те, що саме йому довірили відповідальне замовлення – оздоблення Євангелія для монастиря в Пересопниці у 1556 році (Іл. 2).
Для дрогобицького храму Воздвиження Чесного Хреста Федуско виконав багатосценну ікону «Страсті Господні» (див на стор. 2 обкладинки). Характерним є те, що сама сцена розп’яття займає меншу частину композиції, ніж це є на тогочасних іконах інших авторів. Наступні його роботи: іконостас для Успенської церкви с. Наконечного («Спас на престолі», ікона «Спас Нерукотворний» з невідомої церкви, «Страшний суд» зі Станилі та недавно віднайдена така ж ікона з церкви Параскеви у Старій Солі. Апостольський ряд для церкви із с. Довге, намісні ікони для церкви с. Чуква біля Самбора, «Богородиця з пророками» з Бусовиська (Іл. 3), ікона «Іван Христитель з житієм» із с. Дорожів, ікона «Собор Богородиці» з околиць Старого Самбора, «Миколай з житієм» з Повергова – є також авторства цього майстра.
Самбірський осередок був знаний і поза межами Бойківщини. У 1579 році з Волині у Федуска замовили ікону «Благовіщення Богородиці» (Іл. 4) як храмовий образ для церкви села Іваничів (зараз Нововолинський р-н Волинської обл.), яку почитали як чудотворну. Його роботи іконостас для церкви Святого Духа в знаному на той час містечку Потеличі (збережені ікона Богородиці з пророками та святих страстотерпців Бориса та Гліба (Іл. 5). Як ніхто з інших іконописців, автор звертається до давньоруського періоду – теми руських страстотерпців Бориса і Гліба. Композиція Федуска з образами Трьох святителів із с. Станилі (Іл. 6), що була вже доволі забутою на той час, є чи не найпершою у XV-XVII ст. Майстер отримав замовлення і з поважного м. Жовкви для церкви Різдва Христового – ікону «Святий Юрій Змієборець» із житієм та «Христос у силах».
Іконопис кінця XVI ст. завершує добу Відродження в українському церковному малярстві. Твори цього часу характерні складними сумішами кольорів. Такий принцип підбору палітри присутній і на більш пізніх Федускових іконах, як «Йоаким та Анна з житієм» (Іл. 7) та «Успення Богородиці» із с. Наконечного. Федуско виконав збережену на сьогодні ікону «Собор Йоакима і Анни» (можливо, і весь іконостас) у с. Станиля біля Трускавця, аналогів якої того часу не збережено в іконописі України та всього поствізантійського малярства.